# 三井高信
三井 高信（みつい たかのぶ、1871年11月23日（明治4年10月11日） - 1922年（大正11年）8月17日）は、日本の実業家。一本松町家（三井家連家）の初代当主。
カネボウ創業者兼頭取、王子製紙会長、東神倉庫社長などを務めた。三井呉服店監査役、三井鉱山監査役、三井物産監査役、三井合名監査役等を歴任した。

## 経歴
1871年、三井伊皿子家の第6代当主の三井高生 の二男として京都府にて出生。三越正次の養子となったという説もある。
1872年 三井大元方（三井家全事業の統括機関）から不振事業であった越後屋を分離するにあたり、名目上の三越家の名義で経営するため、三井得右衛門を三越得右衛門と改姓。大隈重信、渋沢栄一、井上馨らから呉服店の分離を迫られ、三越家が設立された。
1875年 糸店および売込店を三越から切り離し、大元方直轄の国産方（三井物産の前身）に移管。
1886年 11月、内務省勧業寮の屑糸紡績所（新町紡績所）の三越呉服店への払下げを受けるに伴い、東京綿商社（カネボウ前身）を設立し、頭取・社長に就任した。
1887年 5月12日、農商務省所属の群馬県新町紡績所の払下げを受ける。
1888年 1月8日、三越呉服店の本店西側に洋館を新築し「三越洋服店」を開業（のち植村伝助に譲渡）。
1893年 7月、三越家の家督相続と同時に復姓し、三井得右衛門を名乗って三越呉服店を運営した。
1903年 品川毛織社長。
1904年 三越呉服店を株式会社として設立登記。新聞紙上に「三越呉服店が三井呉服店の営業を譲り受けた」ことを広告し、「デパートメントストア宣言」記載の三井・三越連名挨拶状を全国の顧客・取引先などに発送し、株式会社三越呉服店として営業を開始。
1911年 王子製紙会長。
1916年 三井銀行監査役。
1920年 東神倉庫社長。

## 親族
三井高寛（三井元之助）は兄。三井高泰（三井守之助）は弟。
妻・鉞子は松平定安の娘（松平直亮の妹）。